# Egervári
Az Egervárivagy Egerváry régi magyar családnév, amely a származási helyre utalhat: Egervár (Zala vármegye, korábban Vas vármegye).

## Híres Egervári nevű személyek
Egervári
- Egervári Ignác (1751–1809) piarista tartományfőnök, író
- Egervári Jusztina (17.század) költő
- Egervári Klára (1936–2018) színésznő
- Egervári Márta (1956) olimpiai bronzérmes tornász, edző
- Egervári Sándor (1950) labdarúgó, edző.

Egerváry
- Egerváry Jenő (1891–1958) matematikus egyetemi tanár
- Egerváry Márta (1943) Európa-bajnoki bronzérmes úszó, orvos